# Лисича козина (мъглявина)
Лисича козина е мъглявина, намираща се в съзвездието Еднорог, включена в региона NGC 2264. В Каталога на Шарплес тя е под номер 273.

## Информация
Това образуване от газ и прах се намира в съзвездието на Еднорог, недалеч от дясната ръка на Орион.
Тя е малък участък от много по-голям комплекс, известен най-вече като зоната на Коледната елха. Интересната мъглявина Конус е част от същия този облак.
Червените зони на тази мъглявина са представляват водороден газ, който излъчва собствена светлина под въздействието на обилното ултравиолетово лъчение, идващо от горещите, сини звезди на звездния куп. Сините зони светят поради друга причина: те са главно облаци прах, които отразяват същата тази синкавата светлина на околните звезди.
Популярното име на тази мъглявина идва заради приликата с яка, направена от козина на червена лисица.